# Mark Anderson (Pianist)
Mark Anderson (* 1964 in der San Francisco Bay Area) ist ein US-amerikanischer Pianist und Hochschullehrer. Er gewann beim Klavierwettbewerb 1993 in Leeds einen dritten und 1994 beim William Kapell Wettbewerb in den Vereinigten Staaten den ersten Preis.

## Leben und Werk
Mark Anderson erhielt seinen Batchelor of Music nach dem Studium an der San José State University bei Aiko Onishi. Dann studierte er bei Ryszard Bakst am Northern College of Music in Manchester. Er vervollständigte seine Studien privat bei Benjamin Kaplan in London. 1984 gewann er den ersten Preis beim Young Keyboard Artist International Piano Competition und beim Clara Wells National Scholarship Competition. Er gewann auch Preise beim International Piano Recording Competition 1986 und beim Joanna Hodges International Piano Competition 1986 und 1987 sowie 1988 beim GPA Dublin International Piano Competition. 1993 erhielt Mark Anderson beim Klavierwettbewerb in Leeds einen dritten und 1994 beim William Kapell Wettbewerb den ersten Preis.
Mark Anderson hat als Konzertsolist, als Kammermusiker und als Orchestersolist eine internationale Karriere gemacht. Er gab Konzerte in Japan, der ehemaligen Sowjetunion, in Europa, Großbritannien, Irland und Nordamerika. Er arbeitete mit Dirigenten wie Sir Simon Rattle, Nicholas McCegan, William Boughton, George Cleve und Ádám Fischer zusammen. Solokonzerte hat Anderson unter anderem in New York’s Alice Tully Hall und der Weill Hall, dem Kennedy Center und der Phillips Gallery in Washington, D.C., sowie in der Londoner Wigmore Hall und der Zürcher Tonhalle gegeben. Seine Solo- und Konzertauftritte ergänzt Mark Anderson durch Kammermusikauftritt, häufig mit dem neu gegründeten Röntgen-Klaviertrio. Manchmal gibt er Klavier-Duo-Konzerte mit seiner jetzigen Frau, der kanadischen Pianistin Michelle Mares. Er hatte schon vor 2009 mit seiner ehemaligen Frau Tamriko Sipraschwili Duo-Klavieraufnahmen veröffentlicht. Mark Anderson ist Assistenzprofessor für Klavier- und Kammermusik an der School of Music der University of British Columbia in Vancouver.